# Dana Terrace
Dana Terrace (Hamden, 8 de dezembro de 1990) é uma animadora, escritora, diretora, artista de storyboard e dubladora americana. Ela é mais conhecida como a criadora da série animada do Disney Channel, The Owl House. Ela também é conhecida por fazer storyboards em Gravity Falls e dirigir a reinicialização de DuckTales em 2017.

## Vida pessoal
Numa declaração feita ao antigo Twitter, Terrace se assumiu como bissexual em 2017, e que a "criação desses personagens me levou a me assumir como bi para meus amigos e familiares". Ela atualmente usa pronomes ela/dela.
A partir de 2015, Terrace esteve em um relacionamento amoroso com o criador de Gravity Falls, Alex Hirsch. Terrace e Hirsch participaram de várias transmissões ao vivo de caridade, nas quais desenharam desenhos animados para arrecadar dinheiro para várias organizações, incluindo Planned Parenthood, The American Civil Liberties Union, The Southern Poverty Law Center, The Natural Resources Defense Council (com Ninja Sex Party e Arin Hanson), Direct Relief (com Justin Roiland e Ethan Klein), The Trevor Project (com Rebecca Sugar e Ian Jones-Quartey), e RAICES. Ao todo, totalizando mais de $ 270.000 arrecadados. Os dois terminaram o relacionamento em 2022.
Terrace também assinou uma petição por igualdade de remuneração na indústria de animação, assim como outros criadores como Rebecca Sugar, Justin Roiland, Lauren Faust, Ian Jones-Quartey, Owen Dennis e Matt Braly.

## Filmografia

### Filme
| Título                    | Ano  | Escritora | Produtora executiva | Departamento de animação/arte | De outros | Papel | Notas                                          |
| ------------------------- | ---- | --------- | ------------------- | ----------------------------- | --------- | ----- | ---------------------------------------------- |
| Nym                       | 2012 | Não       | Não                 | Não                           | Sim       | N/D   | Recebeu "agradecimento especial" nos créditos  |
| Harvest Season            | 2013 | Não       | Não                 | Não                           | Sim       | N/D   | Recebeu "agradecimento especial" nos créditos. |
| Miragem                   | 2014 | Não       | Não                 | Sim                           | Não       | N/D   | Designer de personagens e animadora            |
| Tangled Before Ever After | 2017 | Não       | Não                 | Sim                           | Não       | N/D   | Revisionista de storyboard                     |
| Blanderstein              | 2018 | Não       | Não                 | Não                           | Sim       | N/D   | Assistente                                     |

### Televisão
| Título                       | Ano       | Escritora | Produtora executiva | Diretora | Departamento de animação/arte | Papel          | Notas                                                             |
| ---------------------------- | --------- | --------- | ------------------- | -------- | ----------------------------- | -------------- | ----------------------------------------------------------------- |
| Gravity Falls                | 2014-2016 | Não       | Não                 | Não      | Sim                           | N/D            | Revisionista de storyboard (2014) Artista de storyboard (2015–16) |
| Rapunzel's Tangled Adventure | 2017      | Não       | Não                 | Não      | Sim                           | N/D            | Storyboarder em "Challenge of the Brave".                         |
| DuckTales                    | 2017      | Não       | Não                 | Sim      | Não                           | N/D            | Dirigiu seis episódios.                                           |
| Camp Halohead                | 2019      | Não       | Não                 | Não      | Sim                           | N/D            | Artista de storyboard                                             |
| The Owl House                | 2020-2023 | Sim       | Sim                 | Não      | Não                           | Tiny Nose King | Criadora                                                          |